# Insomnia (film din 2002)
Insomnia (titlu original: Insomnia) este un film american thriller psihologic din 2002 regizat de Christopher Nolan după un scenariu de Hillary Seitz. Rolurile principale au fost interpretate de actorii Al Pacino, Robin Williams și Hilary Swank.
Lansat la 24 mai 2002, Insomnia a încasat peste 113 milioane de dolari americani la nivel mondial, față de un buget de producție de 46 de milioane de dolari americani și a primit laude din partea criticilor, inclusiv pentru interpretările lui Pacino și Williams.

## Prezentare
Filmul urmărește doi detectivi de la departamentul de omucideri din Los Angeles care investighează o crimă din Nightmute, Alaska.

## Distribuție
- Al Pacino - Detectiv Will Dormer
- Robin Williams - Walter Finch
- Hilary Swank - Detectivul Ellie Burr
- Maura Tierney - Rachel Clement
- Martin Donovan - Detectiv Hap Eckhart
- Nicky Katt - Detectiv Fred Duggar
- Paul Dooley - Șef Charlie Nyback
- Crystal Lowe - Kay Connell
- Jay Brazeau - ofițer Francis
- Larry Holden - ofițer Farrell Brooks
- Kerry Sandomirsky - Trish Eckhart
- Lorne Cardinal - ofițer Rich
- Katharine Isabelle - Tanya Francke
- Jonathan Jackson - Randy Stetz
- Paula Shaw - Medicul legist